# Epimetula melina
Epimetula melina är en fjärilsart som beskrevs av Sergius G. Kiriakoff 1964. Epimetula melina ingår i släktet Epimetula och familjen tandspinnare. Inga underarter finns listade i Catalogue of Life.